# ناتالی کریل
ناتالی کریل (به انگلیسی: Natalie Krill) بازیگر کانادایی است.
از فیلم‌هایی که وی در آن نقش داشته است می‌توان به بازی مالی، کازینو جک، هالیوودلند اشاره کرد.